# 弗雷姆雷维尔苏莱科特
弗雷姆雷维尔-苏莱科特（法語：Frémeréville-sous-les-Côtes，法語發音：[fʁem(ə)ʁevil su le kot]）是法国默兹省的一个市镇，位于该省东部偏南，属于科梅尔西区。

## 地理
弗雷姆雷维尔-苏莱科特（48°48'3"N, 5°39'17"E）面积6.44 平方千米，位于法国大東部大區默兹省，该省份为法国西北部内陆省份，北与比利时接壤，西接马恩省和阿登省，南至上马恩省和孚日省，东临默尔特-摩泽尔省。
与弗雷姆雷维尔-苏莱科特接壤的市镇（或旧市镇、城区）包括：阿普勒蒙拉福雷、布鲁塞-罗勒库尔、日罗瓦桑、热维尔、维尼奥。
弗雷姆雷维尔-苏莱科特的时区为UTC+01:00、UTC+02:00（夏令时）。

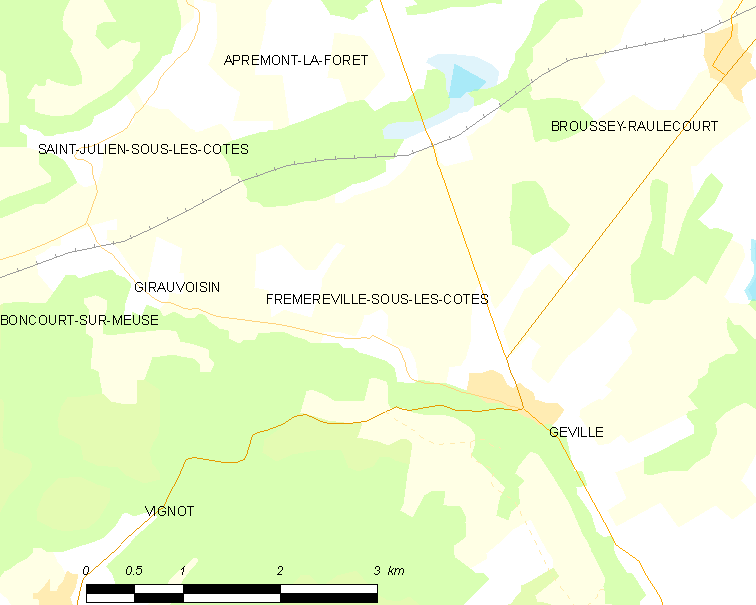
弗雷姆雷维尔-苏莱科特的OSM定位图

## 行政
弗雷姆雷维尔-苏莱科特的邮政编码为55200，INSEE市镇编码为55196。

## 政治
弗雷姆雷维尔-苏莱科特所属的省级选区为科梅尔西县。

## 人口
弗雷姆雷维尔-苏莱科特于2022年1月1日时的人口数量为127人。

1962-2008年间弗雷姆雷维尔-苏莱科特人口变化图示